# SGAM Alternative Investments
Sgam Alternative Investments (SGAM-AI) est une sous-filiale de Société Générale Asset Management (SGAM). Elle a été créée et dirigée par Philippe Collas, directeur général adjoint de la Société générale et patron de l’ensemble de la gestion d’actifs et proche du président Daniel Bouton, et Philippe Brosse, dirigeant opérationnel de Sgam AI.

## Activité
SGAM-AI est spécialisé dans l’investissement « alternatif » de haut rendement : hedge funds, start-ups, projets immobiliers, produits financiers structurés comme les asset backed securities (ABS) ou les collateralised debt obligation (CDO), les CDO « synthétiques ». Ces produits sont vendus en France sous le nom de « fonds monétaires dynamiques ». De 2005 à 2007, le montant des actifs structurés sous gestion par Sgam AI passe de 6 à 50 milliards d’euros. Les gérants de Sgam AI sont intéressés à la performance des fonds qu’ils gèrent sous forme de carried interest, un mode d'intéressement à la performance.
Comme contrepartie et couverture de ses investissements, SGAM-AI a créé la Sgam Banque, structure dotée d’une licence bancaire. Sgam Banque n’a été dotée que de quelques dizaines de millions d’euros de fonds propres en contrepartie de dizaines de milliards d’euros d’investissement (28 milliards à la fin 2007).

## Crise financière de 2007-2009
D'août à octobre 2007, le portefeuille de « fonds monétaires dynamiques » géré par la Société générale a diminué de 6 milliards d’euros. Contrairement à BNP Paribas, la Société générale a décidé de laisser ouverts ses fonds. À partir d’octobre 2007, elle rachète les parts de fonds vendues par ses clients. Début 2008, la direction de la Société générale a décidé de fermer les fonds, de rembourser les clients et transférer les actifs dans sa banque d'investissement, SG Corporate Investment Banking (SG CIB). La valeur théorique de ces actifs transférés est évaluée à 10,4 milliards d’euros. SG CIB doit annoncer une «dépréciation exceptionnelle» de 200 millions d’euros pour 2007.
La Société générale a démenti avoir perdu 5 milliards d'euros. « Libération fait la confusion entre des pertes et le montant d'actifs transférés en 2008 des OPCVM (organisme de placement collectif en valeurs mobilières) de SGAM vers Société générale » ; « Le montant des actifs transférés dans le respect des porteurs de parts s'est élevé à 11,2 milliards d'euros et a fait par la suite l'objet d'une gestion active visant à réduire cette exposition», fait savoir la banque.
Ainsi la valeur initiale du portefeuille transféré de SGAM AI ver SG CIB était initialement de 10,4 milliards. Sa valeur est estimée aujourd'hui à 5,3 milliards, mais la banque dit en avoir vendu une grande partie.
La banque admet une perte de 280 millions d’euros pour la SGAM, et 1,2 milliard d'euros après le transfert à SG SIB.

## Fusion
Sgam Alternative doit être fusionnée avec Lyxor Asset Management, une autre filiale de gestion alternative de Société générale rattachée à la banque de financement et d'investissement (BFI). Les syndicats redoutent que cette opération entraîne 200 suppressions de postes.

## Calendrier
- Lundi 27 avril 2009, Le quotidien Libération publie un dossier sur des pertes de 5 milliards d’euros qu'aurait subi SGAM-IA, un département de la filiale de gestion d’actifs de la banque, Société générale Asset Management (SGAM)[1]. (Voir Affaire de la SGAM-AI)